# MAHART-PassNave
MAHART-PassNave Passenger Ship Ltd., Kurzform Mahart (Magyar Hajózási Részvénytársaság) ist eine traditionsreiche ungarische Donau-Reederei. 
Bis zum Jahr 2000 führte Mahart neben dem Flussverkehr auch Seefrachttransporte durch und konzentrierte sich danach ausschließlich auf die Passagierschifffahrt auf der Donau. Das ursprüngliche, in staatlichem Besitz stehende Unternehmen wurde 2008 privatisiert, seit 2013 ist der ungarische Staat wieder der Mehrheitseigner. Derzeit (Stand 2021) betreibt das Unternehmen alle seine Schiffe im Rahmen von Kreuz- und Ausflugsfahrten auf der Donau. Mahart war das erste ungarische Unternehmen, das Tragflügelboote einsetzte, und ist derzeit das einzige Unternehmen, das solche Schiffe in Ungarn betreibt. Die Mahart verfügt über insgesamt 17 Passagierschiffe, 10 Tragflügelboote und 8 weitere Schiffe sowie über mehr als 70 Häfen. Der Sitz der Gesellschaft ist am Vigadó-Platz in Budapest. Die Schiffe können für offizielle oder private Zwecke (z. B. Hochzeiten, Firmenveranstaltungen) gechartert werden.
Im Sommer werden regelmäßige Fahrten zum Donaubogen bei Esztergom angeboten, ebenso mehrtägige Kreuzfahrten nach Bratislava oder Wien.

## Geschichte

### Gründungsjahre und Blütezeit
Die Ernennung von Gábor Baross zum Minister für Handel und Verkehr im Jahr 1886 leitete eine neue Ära in der Geschichte des ungarischen Verkehrs ein, die einen Ausbau des Bahnnetzes und der Schifffahrt mit sich brachte. So wurde der Ausbau des ungarischen Seehafens Rijeka begonnen. 1888 wurde die Ungarische Staatsbahn-Schifffahrtsgesellschaft gegründet, um „die Schienen der MÁV auf das Wasser zu verlängern“. Sie übernahm in Folge dieser Verstaatlichung auch den Schiffsdienst der österreichischen StEG. 1893 beförderte diese Tochtergesellschaft der königlich-ungarischen Staatsbahnen mit ihren 12 Dampfschiffen und 40 Lastkähnen bereits 166.000 Passagiere, 1.200 Viehwagen und fast 2.000.000 Ladungen Glaswaren.
Der XXXVI. Rechtsartikel der ungarischen Verfassung sah die Gründung einer ungarischen Aktiengesellschaft für Fluss- und Seeschifffahrt mit staatlicher Unterstützung vor. So wurde am 24. Januar 1895 die Königlich Ungarische Fluss- und Seeschifffahrtsgesellschaft (MFTR) gegründet. Die Gründung des Unternehmens wurde von der Ungarischen Allgemeinen Kreditbank und der Ungarischen Diskonten- und Währungsbank mit einem Grundkapital von 10 Mio. HUF (die Hälfte davon je in Aktien und vorrangigen Anleihen) finanziell unterstützt. Der 20-jährige Staatsvertrag gewährte dem Unternehmen 4.000.000 HUF pro Jahr an staatlicher Unterstützung. Die MFTR übernahm alle Schiffe der MÁV und integrierte den ehemaligen Schiffsbetrieb der Staatsbahnen völlig. Nach und nach wurden kleinere ungarische Reedereien, wie die Reederei in Győr, übernommen und die Schiffe fortan ausschließlich auf den Werften in Újpest gebaut.
Die MFTR dehnte ihre Aktivitäten bald auf die gesamte Donau und ihre schiffbaren Nebenflüsse aus, wodurch sie mit der alteingesessenen DDSG ernsthaft in Konkurrenz geriet.
Zwischen 1895 und 1917 beförderten MFTR-Dampfschiffe durchschnittlich 595.000 Passagiere und 557.000 Tonnen Fracht pro Jahr. 1918 besaß die Reederei 38 Passagier- und 54 Frachtdampfer, rund 389 Lastkähne und zwei Tanker. Die schnelle, fast rasante Entwicklung des Unternehmens schwächte nach Ausbruch des Ersten Weltkriegs merklich ab und kam infolge der Niederlage gänzlich zum Stillstand. Die durch den Vertrag von Trianon auferlegten Bedingungen versetzten den Schifffahrtsunternehmen der unterlegenen Mittelmächte, einschließlich Ungarns, einen schweren Schlag. 

### Krisenjahre
Die 1921 geschlossene Donaukonvention schloss ausländische Flaggen von der Save, der Temesch und den südlichen Kanälen vollständig aus. Die Donaukommission erklärte nur bestimmte Abschnitte der Nebenflüsse für international, in den anderen Gewässern war es nur mit Zustimmung des jeweiligen Staates möglich, am Inlandsverkehr teilzunehmen. Die im vorherigen Vertrag zwischen MFTR und dem ungarischen Staat vorgesehenen staatlichen Beihilfen wurden aufgrund der Inflation vollständig abgewertet, so dass sie dem Unternehmen nicht halfen. Das Unternehmen versuchte, sich an die radikal veränderten Bedingungen anzupassen: 1926 schloss es sich der Betriebsgemeinschaft zwischen der DDSG und der Süddeutschen Dampfschiffahrtsgesellschaft für den gemeinsamen Betrieb des Donau-Güterverkehrs an. Es wurde auch die gemeinsame Nutzung von Küstenausrüstung und die Instandhaltung der Schiffe vereinbart. Diese Bemühungen waren eine Folge der schwerwiegenden Auswirkungen der globalen Wirtschaftskrise ab 1929. Doch auch diese Rationalisierungen halfen der MFTR wenig, das Unternehmen befand sich finanziell in einer sehr schwierigen Situation. 1932 gewährte das Parlament dem Unternehmen staatliche Beihilfen. Die Aktien der MFTR gingen in den Besitz des ungarischen Staates und der MÁV über. Eine umfassende Modernisierung der Flotte wurden geplant. In den Jahren nach der Weltwirtschaftskrise stieg die Nachfrage nach Passagier- und Handelsschiffen erneut stark an, die sich ändernden Anforderungen führten zu großen Veränderungen für die MFTR.

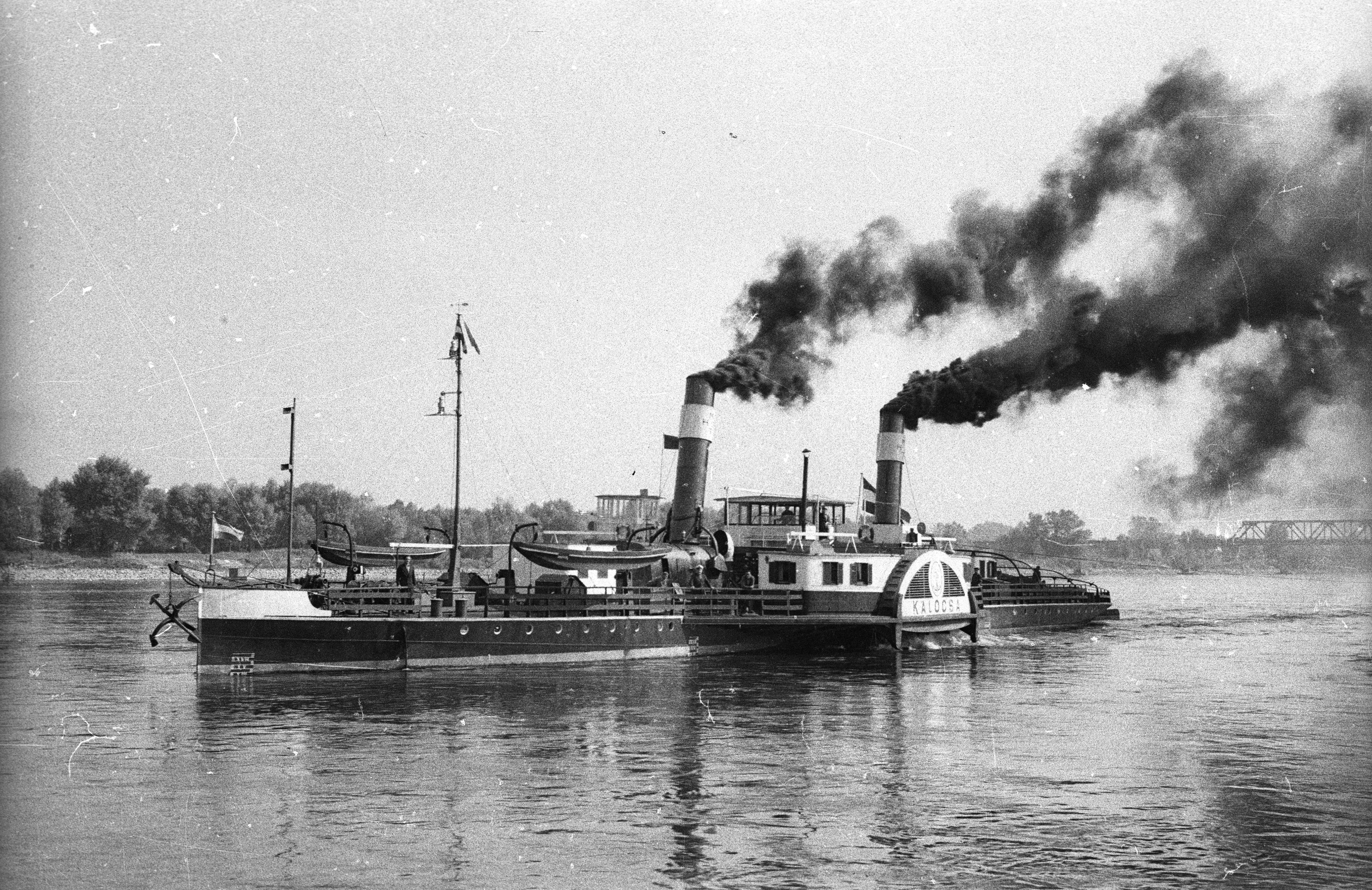
Remorqueur Kalocsa, ex DDSG Atlas

### Kurzer Aufschwung und Zweiter Weltkrieg
Die wirtschaftliche Erholung wirkte sich auch auf die Produktion der Firma Ganz & Comp. Danubius aus, die zahlreiche Aufträge von der MFTR erhielt. Der 1938 gebaute Dampfer Széchenyi und die 1939 gebauten Baross-Radschlepper waren die ersten beiden diesel-elektrischen Binnenschiffe in Europa. Der Zweite Weltkrieg, der kurz danach ausbrach, wirkte sich vorerst positiv auf den Schiffsverkehr aus: zwischen 1918 und 1944 beförderten MFTR-Schiffe im Jahresdurchschnitt 607.000 Tonnen Fracht und mehr als zwei Millionen Passagiere. Im Jahr 1944 betrieb das Unternehmen 38 dampfbetriebene und 11 motorisierte Passagierschiffe, 32 Dampf- und 18 motorisierte Frachtschiffe, 252 Lastkähne und 18 Tanker. Ab 1944, als der Krieg die Flussschifffahrt auf der Donau erreichte, erlitt auch die ungarische MFTR extrem hohe Verluste. Mehr als 200 Wasserfahrzeuge sanken aufgrund von in der Donau ausgebrachten Unterwasserminen, von denen einige auch nach dem Krieg noch schwere Unfälle verursachten. Die deutschen und ungarischen Truppen, die auf dem Rückzug vieles in die Luft sprengten, flohen mit einem bedeutenden Teil der Flotte nach Deutschland und Österreich. Die meisten Schiffe, die die Kämpfe überstanden, sanken entweder oder wurden zur sowjetischen Beute.

### In der kommunistischen Ära
1945 nahm die MFTR die Schifffahrt zunächst mit Überfuhren in Budapest wieder auf, was dringend erforderlich war, da die deutschen Truppen auf dem Rückzug alle Donaubrücken in die Luft gesprengt hatten. Die Rolle der Fährschiffe war daher bis zur Fertigstellung der Kossuth-Brücke für das Leben der Hauptstadt von entscheidender Bedeutung. Das Unternehmen hatte inzwischen allmählich begonnen, versunkene Schiffe zu heben und – falls sich dies auszahlte – instand zu setzen. Die meisten beschlagnahmten Schiffe kehrten 1946 nach Ungarn zurück. Während der nun folgenden Phase der kommunistischen Verstaatlichung musste das Unternehmen seine Schiffe schrittweise an die am 30. März 1946 gegründete ungarisch-sowjetische Schifffahrtsgesellschaft (MESZHART) übergeben. Die sowjetische Besatzungsmacht übergab dieser staatlichen Gesellschaft jene Schiff, die sie als Beute in ihrem Besitz hatte. Die MFTR existierte als Reederei bis 1950, bis in dieses Jahr führte sie zusammen mit der Balaton-Schifffahrtsgesellschaft den Passagierverkehr durch. Da die meisten Schiffe am Plattensee während des Krieges zerstört wurden, schickte die MFTR fünf umgebaute Donauschiffe an seine Schwesterfirma. 1950 wurden beide Unternehmen schließlich zwangsverstaatlicht.

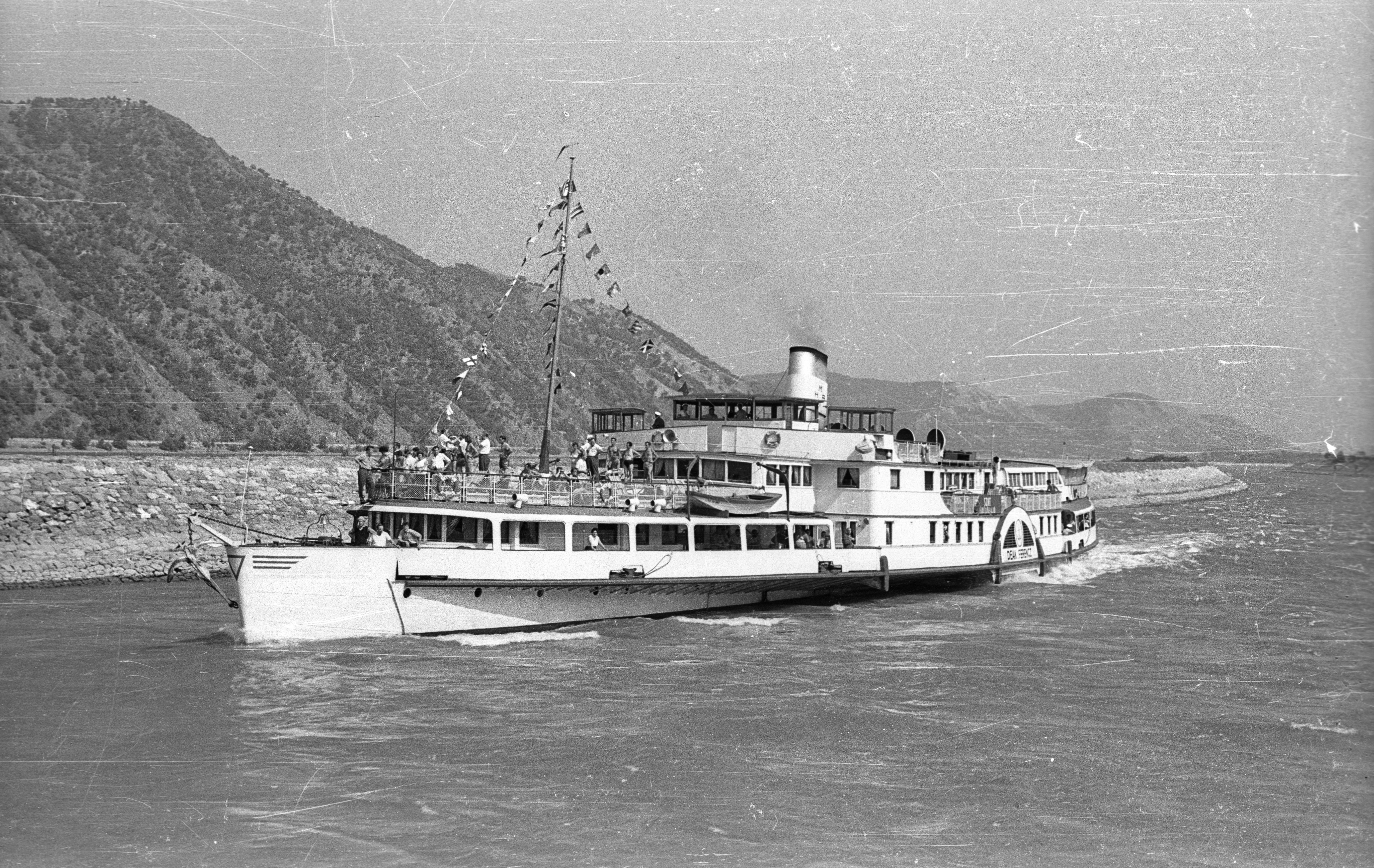
Schaufelraddampfer Deák Ferencz im Kanal von Sip (1960)

Ende 1954 zog sich die Sowjetunion aus dem Unternehmen zurück, so dass am 1. Januar 1955 die staatliche ungarische Schifffahrtsgesellschaft MAHART gegründet wurde. Das Unternehmen arbeitete zunächst weiterhin mit Schiffen, die sie von den Sowjets übernommen hatte. In den späten 1950er Jahren begann jedoch die umfassende Modernisierung der Flotte. In einem ersten Schritt wurden die Schiffbauindustrie, insbesondere die Werft in Balatonfüred, sowie die Werft- und Schiffsreparaturanlagen der MAHART in Újpest modernisiert. Im großen Stil wurden nun veraltete Dampfschiffe außer Dienst gestellt und stattdessen moderne, dieselbetriebene Schiffe angeschafft. Die meisten Dampfschlepper wurden nicht vollkommen ersetzt, sondern lediglich modernisiert und mit Dieselmotoren statt Dampfmaschinen ausgerüstet. Die neuen Motorschlepper wurden mit 800, 1200 und 1600 PS Leistung gebaut. Parallel zur Schlepperflotte wurde auch die Lastkahnflotte umfassend modernisiert. Kleinere Passagierschiffe wurden ebenfalls umgebaut. Der großen Verschrottungswelle der 1960er Jahre fielen die meisten klassischen Schaufelraddampfer zum Opfer. Der Nachwelt blieben nur noch zwei Raddampfer erhalten: die Kossuth, die in Budapest als Restaurantschiff liegt und die Petőfi, welche derzeit auf eine Renovierung wartet. Neue Passagierschiffe wurden auf der Werft von Vacz gebaut, es sind dies die Wasserbusse der Typen 301 und 3011, von denen viele noch immer auf der Donau und dem Plattensee verkehren. Die Sensation der sechziger Jahre war eindeutig die Hunyadi-Klasse, eine Serie von drei Kreuzfahrtschiffen mit Platz für je 600 Personen. Danach wurden die ersten vier Tragflügelboote vom Typ Fesche entwickelt, die jedoch nur testweise betrieben wurden. 1962 begannen nach dem Kauf von sowjetischen Tragflügelbooten vom Typ Raketa erstmals regelmäßige Fahrten zwischen Budapest und Wien.

### Nach der Wende
Infolge der seit den 1980er Jahren zunehmend ungünstigen wirtschaftlichen Lage, der schrittweisen Einstellung des ungarischen Schiffbaus, der Auflösung der traditionellen Außenhandelsbeziehungen und der Einstellung der staatlichen Unterstützung befand sich die staatliche ungarische Schifffahrt in einer schweren Krise. Die Lösung aller Probleme hätte auf einer rechtzeitigen Erkennung der vorherrschenden Trends in der europäischen Schifffahrt in den kommenden Jahren und der Umsetzung einer angemessenen Politik für den öffentlichen Verkehr beruhen können. Nach dem Regimewechsel war MAHART eine Holdinggesellschaft, in deren Rahmen die verschiedenen Aktivitäten von unabhängigen operativen Einheiten und Gesellschaften gebündelt wurden. Im Jahr 2000 wurde der Budapester Freihafen in eine Aktiengesellschaft umgewandelt, im Jahr 2004 wurde die Frachtsparte MAHART-Duna Cargo Kft. privatisiert und der Gütersparte der ehemaligen DDSG fusioniert, der derzeitige Name lautet DDSG Duna-Cargo.
MAHART PassNave Személyhajózási Kft. wurde am 1. Januar 1994 als 100 % Tochterunternehmen der MAHART Magyar Hajózási Rt. gegründet. Nach der Privatisierung im Jahr 2008 befanden sich 84 % des Unternehmens im Besitz der traditionsreichen Masped Zrt., eines der marktführenden ungarischen Schifffahrts- und Logistikunternehmen. Seit Oktober 2013 ist der der ungarische Staat wieder Mehrheitseigentümer des Unternehmens.

## Bildergalerie

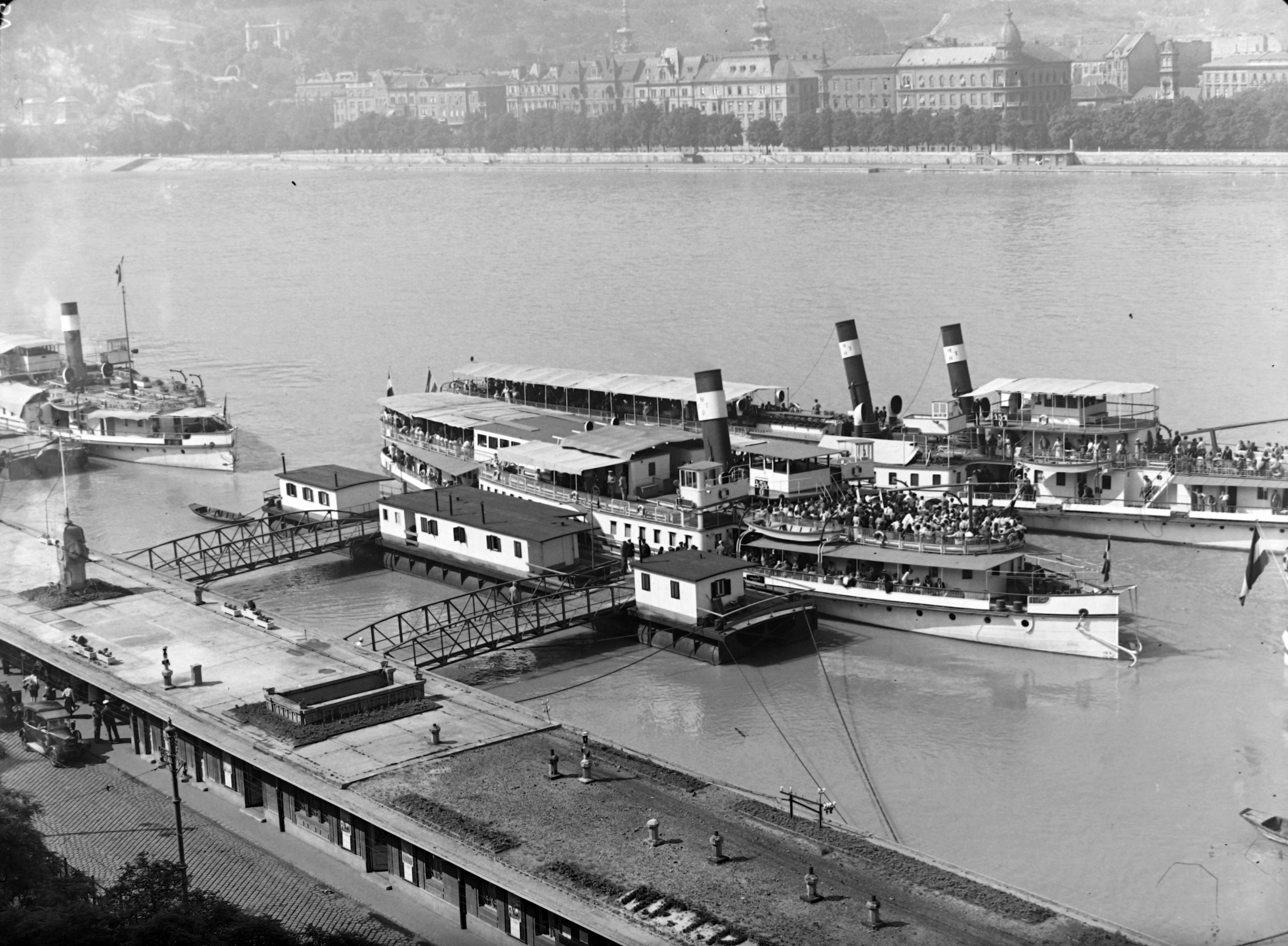
Raddampfer Szent Gellért und Deák Ferencz der MFTR am Vigadó-Platz in Budapest in den 1930er Jahren.
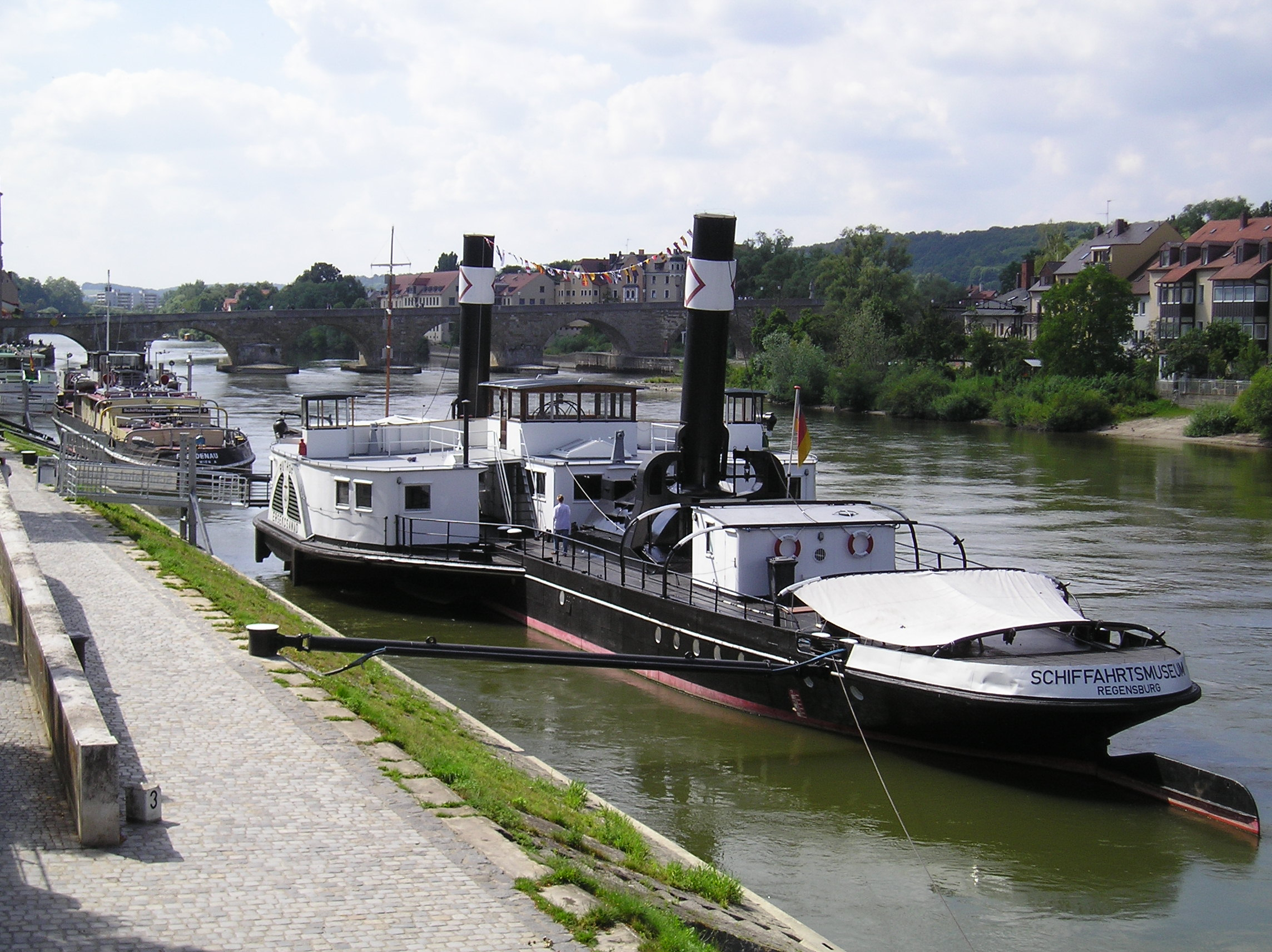
Der 1923 gebaute Raddampfer Ruthof des Bayerischen Lloyd fuhr ab 1958 unter dem Namen Érsekcsanád für die MAHART und gehört heute dem Donau-Schiffahrts-Museum Regensburg
Flagge der heutigen MAHART-Schiffe.
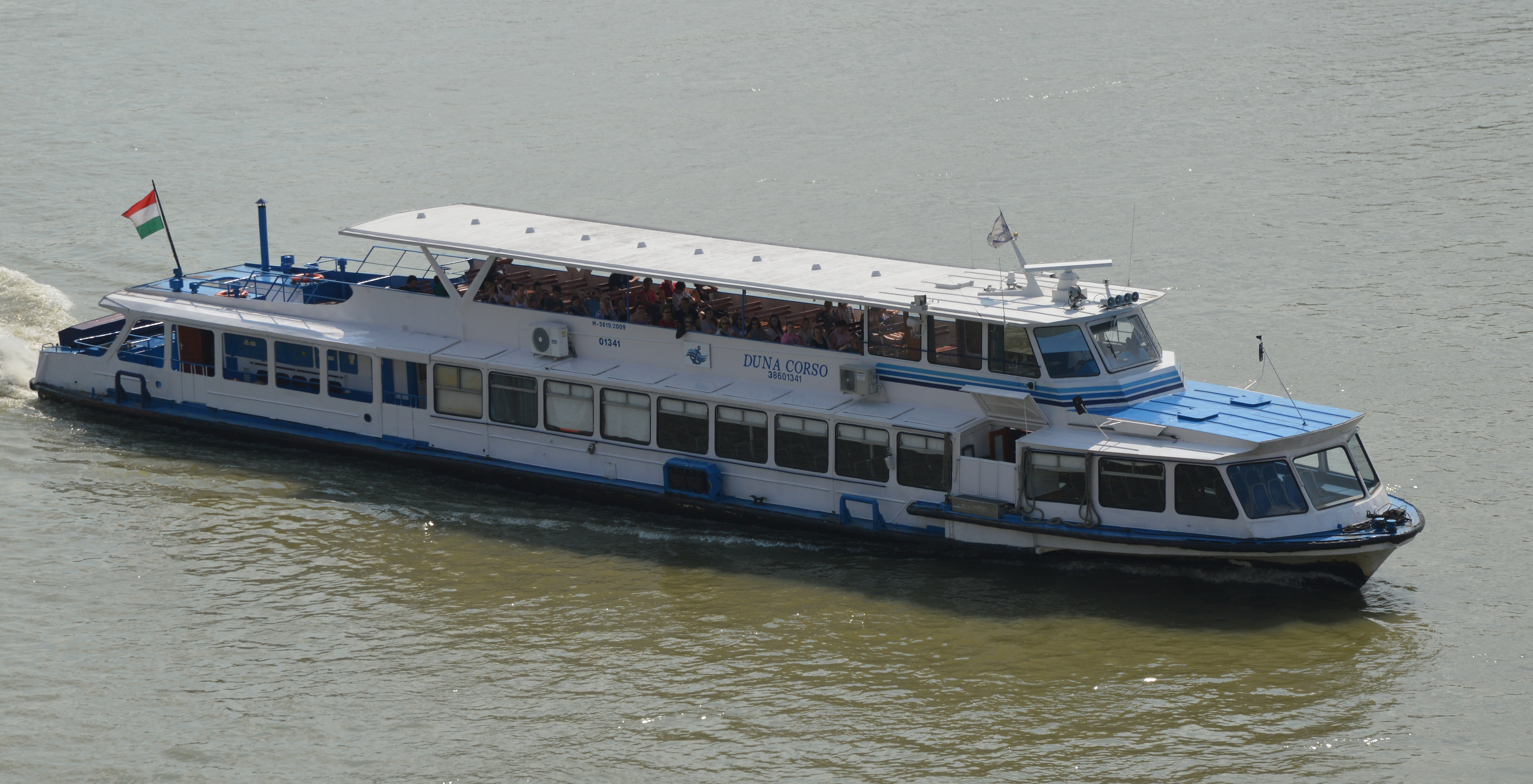
Passagierschiff der MAHART in Budapest, 2014.
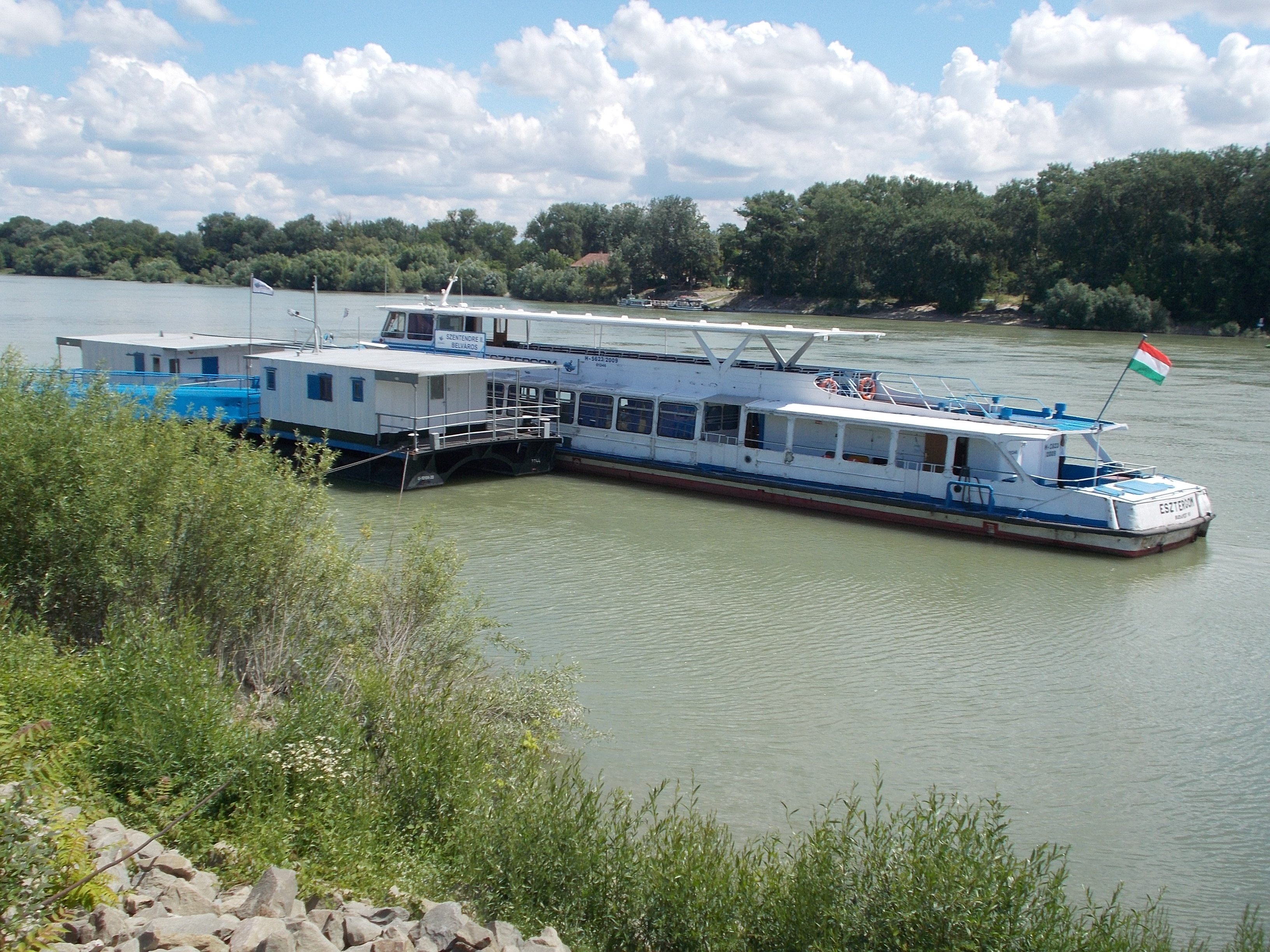
Anleger in Szentendre mit dem Schiff Esztergom (1981).
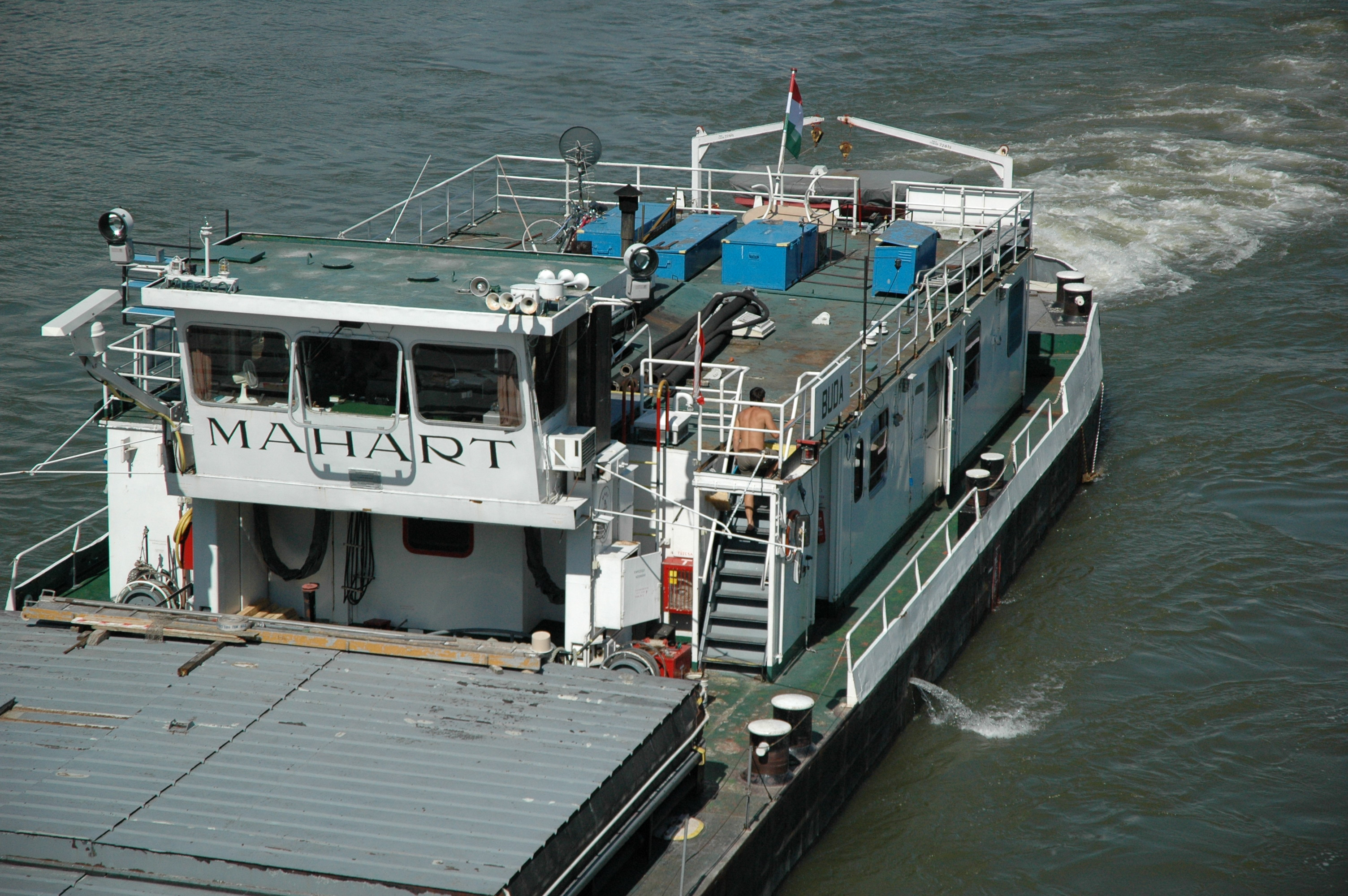
Brücke eines Frachtschiffes der MAHART auf der Donau in Linz.
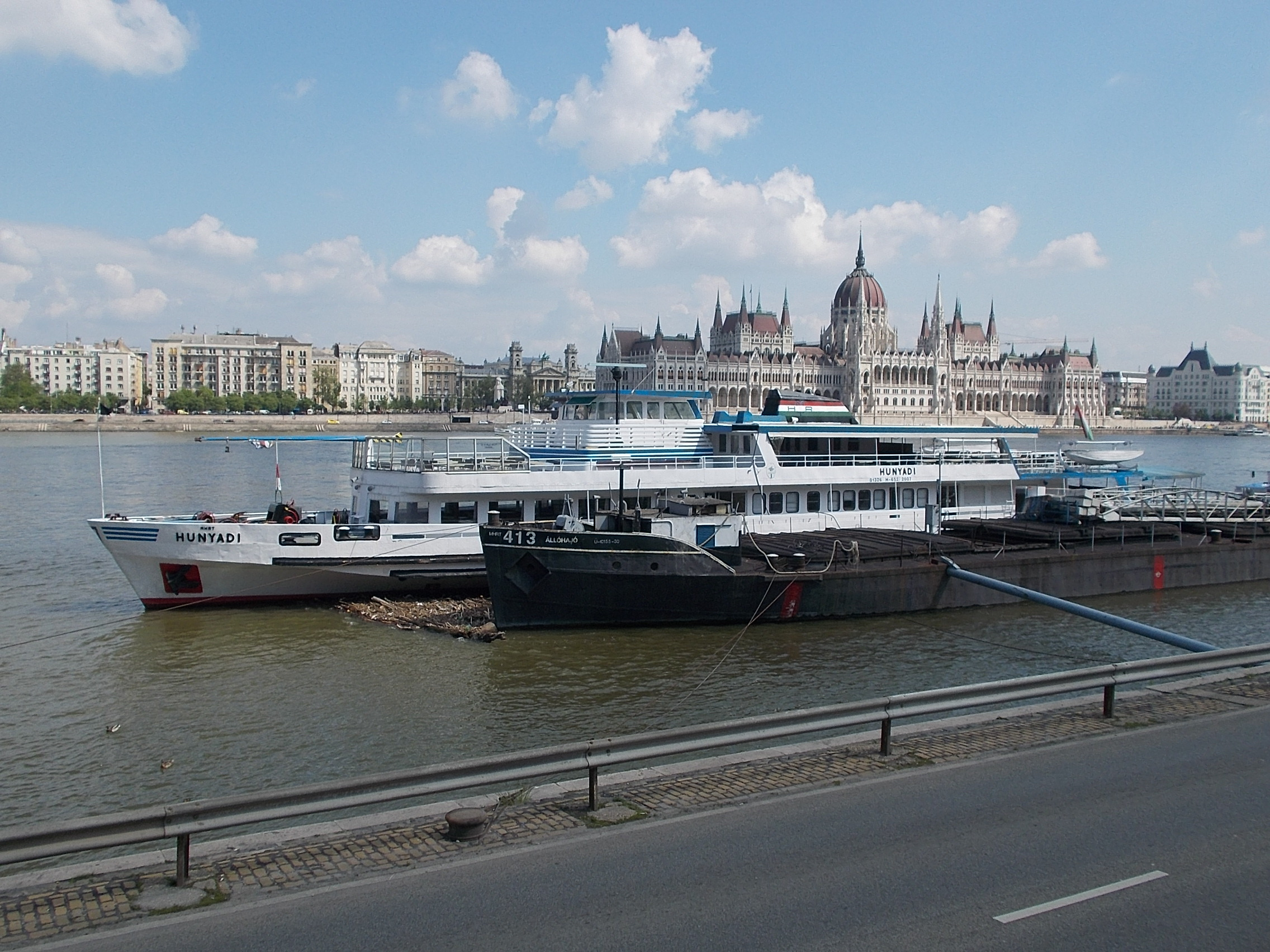
Die 1966 gebaute Hunyadi vor dem Parlamentsgebäude in Budapest.
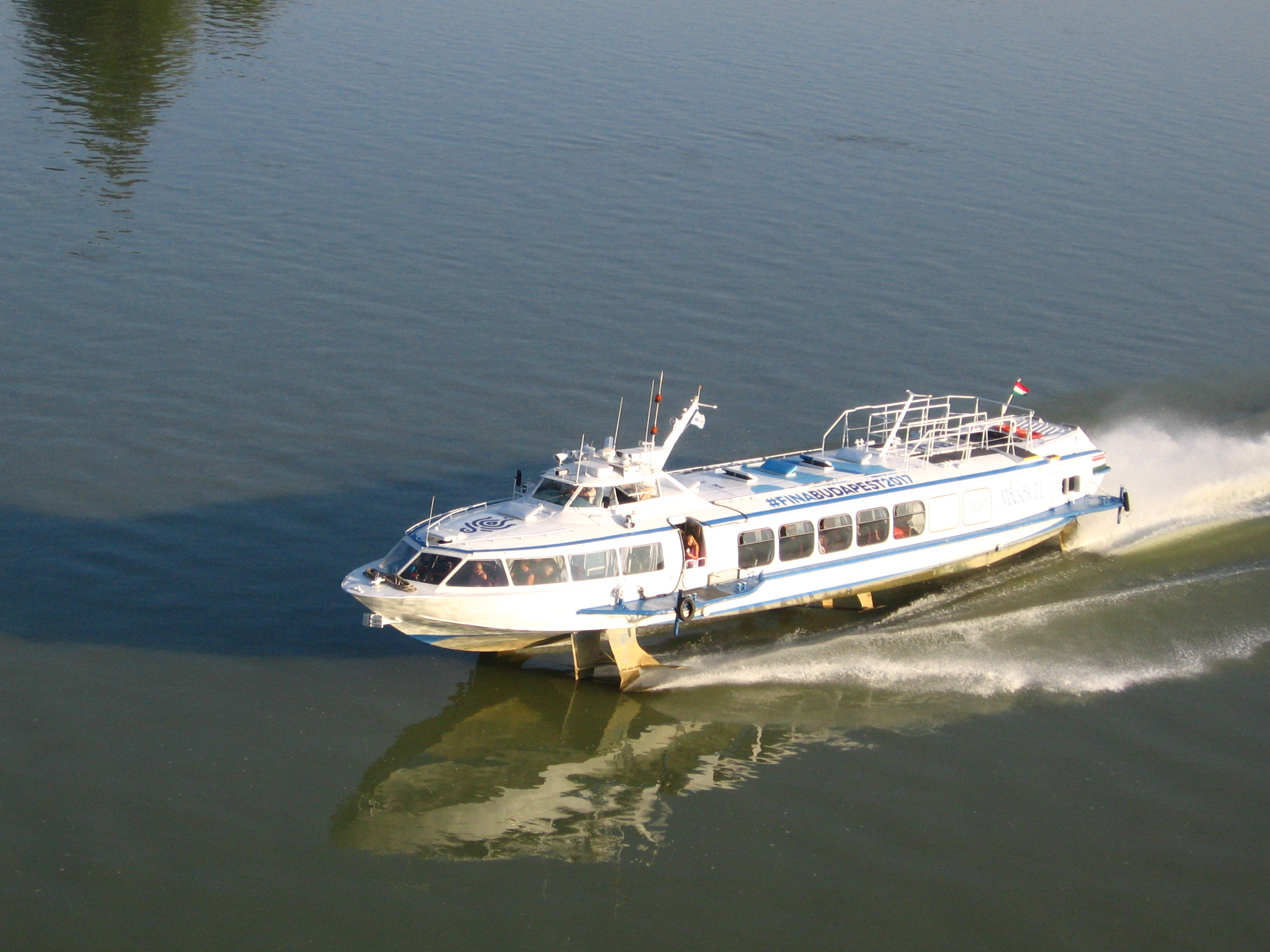
Tragflügelboot Vöscök III (1986 gebaut).